# Mšené-lázně
Mšené-lázně es una ciudad-balneario que se encuentra en el valle del arroyo Mšenského, en el distrito de Litoměřice, región Ústí nad Labem de la República Checa.
El municipio ocupa un área de 37.2 km², y en 2011 tenía una población de 1761 personas, La primera mención de la localidad data de 1692. Mšené-lázně se encuentra aproximadamente a 19 km al sur de Litoměřice, 34 km al sur de Ústí nad Labem, y 38 km al noroeste de Praga.
En las afueras de la aldea se encuentra el balneario, fundado en 1796, que se especializa en el tratamiento de enfermedades músculo-esqueléticas y problemas del sistema nervioso. Ofrece baños minerales, tratamientos con barro, baños de burbujas, crioterapia y masajes. Uno de los edificios del complejo es obra del arquitecto Jan Letzel, de estilo art nouveau.

## Galería
|                               |
| Una casa en la calle Lázeňská |

|     |
| Spa |

|                |
| Parque del spa |

|                           |
| Fuente del jardín del spa |

|         |
| capilla |

|                            |
| Casa en la calle principal |